# Ivor Maxse
Frederick Ivor Maxse (ur. 22 grudnia 1862 w Londynie, zm. 28 stycznia 1958 w Midhurst) – brytyjski generał, jeden z dowódców wojsk Ententy podczas I wojny światowej, najstarszy syn admirała Fredericka Augustusa Maxse’a i Cecilii Steel. Zwykle używał swojego drugiego imienia.

## Życiorys
Wykształcenie odebrał w Rugby College i Royal Military Academy w Sandhurst. W 1882 r. został przydzielony do Królewskich Fizylierów (Royal Fuissiliers) i skierowany do służby w Indiach. W 1884 r. uzyskał stopień podporucznika. W 1891 r. przeniósł się do Coldstream Guards. Służył w Irlandii i na Malcie. Brał udział w wyprawie lorda Kitchenera do Sudanu w latach 1897–1898, jako dowódca 13 sudańskiego batalionu. Za postawę podczas tej kampanii został odznaczony Medalem za Wybitną Służbę. Później brał udział w II wojnie burskiej. W 1903 r. został dowódcą 2 batalionu Coldstream Guards i był nim do 1907 r. W 1907 r. został komandorem Królewskiego Orderu Wiktorii. W 1910 r. został dowódcą 1 brygady gwardyjskiej (1st Guards Brigade) stacjonującej w Aldershot.
Po wybuchu I wojny światowej Maxse wraz z 1 brygadą udał się do Francji. W październiku 1914 r. otrzymał awans na stopień generała-majora i objął dowodzenia nad świeżo sformowaną 18 dywizją, częścią tzw. Nowej Armii Lorda Kitchenera. Maxse nadzorował jej szkolenie (jego sposób szkolenia był zresztą uznawany za jeden z najlepszych w British Army) i dowodził nią podczas bitwy nad Sommą w 1916 r. W styczniu 1917 r. został dowódcą XVIII Korpusu w stopniu generała-porucznika. Dowodził Korpusem podczas trzeciej bitwy pod Ypres. W czerwcu 1918 r., w związku z sukcesami niemieckiej wiosennej ofensywy na odcinku 5 Armii, został odwołany ze służby frontowej i otrzymał stanowisko Generalnego Inspektora ds. Szkolenia Armii Brytyjskiej we Francji. Maxse odebrał jednak to przeniesienie jako degradację.
Po zakończeniu wojny otrzymał w 1919 r. stanowisko dowódcy Okręgu Północnego w Yorku. W 1923 r. został awansowany do stopnia generała. W latach 1921–1932 był pułkownikiem Regimentu Middlesex. Z czynnej służby odszedł w 1926 r. W 1932 r. został zastępcą Lorda Namiestnika Sussex. Był kawalerem wielu orderów: w 1917 r. otrzymał Krzyż Komandorski Orderu Łaźni, był również kawalerem Legii Honorowej i Krzyża Wojennego.
18 grudnia 1899 r. poślubił Mary Caroline Wyndham (17 listopada 1870 – 21 stycznia 1944), córkę Henry’ego Wyndhama, 2. barona Leconfield, i Constance Primrose, córki lorda Dalmeny. Ivor i Mary mieli razem dwóch synów i córkę:
- major John Herbert Maxse (17 października 1901 – 1978), ożenił się z Dorindą Thorne, miał dzieci
- Frederick Henry Joseph Maxse (21 stycznia 1904 – 11 kwietnia 1970)
- Violet Constance Maxse (18 listopada 1905 – 6 lutego 1984)